# Byctiscus princeps
Byctiscus princeps là một loài bọ cánh cứng trong họ Rhynchitidae. Loài này được Solsky miêu tả khoa học năm 1872.